# Paul Whiteman
Paul Whiteman (28. března 1890 - 29. prosince 1967 Doylestown) byl americký hudebník, kapelník, jazzman.
Začínal jako houslista a v letech 1917–18 byl dirigentem hudby amerického námořnictva. Později založil v Kalifornii hotelový orchestr, s nímž později, v roce 1920, přesídlil do New Yorku. Najal nejlepší bělošské hráče jazzu, ale ve svých aranžmá ponechal jen malý prostor pro improvizaci a výrazně zjednodušil jazzové rytmy. Ve 20. letech byl úspěšný jako spoluskladatel populárních písní a řídil svůj orchestr v muzikálech na Broadwayi.
Whiteman objednal Rhapsody in Blue od George Gershwina a dirigoval její premiéru v Aeolian Hall v New Yorku v roce 1924 se skladatelem jako klavírním sólistou. Whiteman také představil Grand Canyon Suite (1931) od Ferde Grofého, který aranžoval Rhapsody. Ta se stala Whitemanovým tématem a založil cenu Whiteman Awards za skladby ve stylu „symfonického jazzu“. Film King of Jazz z roku 1930 byl prvním ze čtyř, v nichž se jeho orchestr objevil. Whiteman byl hostitelem několika národních rozhlasových programů během třicátých let, napsal tři knihy (Jazz s Mary Margaret McBride, 1926; How To Be a Bandleader s Leslie Lieber, 1941; Records for the Millions, 1948) a vytvořil rovněž řadu nahrávek. Jeho popularita koncem 40. let klesala, ale v 50. letech se vrátil jako moderátor televizních seriálů a příležitostně vedl kapely až do doby své smrti.